# Viêm xoang khí áp
Viêm xoang khí áp hay còn gọi là chấn thương khí áp ở xoang hoặc nén xoang là tình trạng viêm đau và đôi khi chảy máu màng của các khoang xoang cạnh mũi, thường là xoang trán. Nguyên nhân là do sự chênh lệch áp suất không khí bên trong và bên ngoài khoang.

## Triệu chứng
Thông thường, chấn thương khí áp xoang là do nhiễm trùng đường hô hấp trên hoặc do dị ứng. Người bị ảnh hưởng sẽ cảm thấy đau mặt hoặc đau đầu đột ngột dữ dội khi máy bay hạ cánh. Nếu chênh lệch áp suất giữa xoang và môi trường xung quanh không được cân bằng, cơn đau có thể trở nên nghiêm trọng và gây mất khả năng vận động.
Sự chênh lệch áp suất làm cho niêm mạc xoang bị sưng lên và chảy máu dưới niêm mạc dẫn đến khó khăn hơn trong việc thông khí cho xoang, đặc biệt nếu các lỗ này bị tổn thương. Sau cùng, chất lỏng hoặc máu sẽ lấp đầy khoảng trống.
Trong hầu hết các trường hợp chấn thương khí áp xoang, đau khu trú ở vùng trán là triệu chứng nổi bật. Lý giải là do cơn đau bắt nguồn từ xoang trán, nằm phía trên xương trán. Ít gặp hơn là đau lan đến vùng thái dương, chẩm hoặc vùng sau nhãn cầu. Chảy máu cam hoặc tiết dịch huyết thanh từ mũi có thể xảy ra. Các triệu chứng thần kinh có thể ảnh hưởng đến dây thần kinh sọ thứ năm lân cận và đặc biệt là dây thần kinh dưới ổ mắt.

## Bệnh lý
Bệnh lý của chấn thương khí áp xoang liên quan trực tiếp đến định luật Boyle, rằng thể tích của một khối khí tỷ lệ nghịch với áp suất tác dụng lên nó, khi nhiệt độ là không đổi: {\displaystyle P_{1}V_{1}=P_{2}V_{2}} .
Hai loại chấn thương khí áp cấp tính được quan sát thấy đó là: nén và nén ngược.

## Chẩn đoán
Thợ lặn, phi công và người đi máy bay có nguy cơ cao bị chấn thương khí áp xoang do sự thay đổi nhanh chóng về áp suất mà họ gặp phải. Chấn thương khí áp xoang tương đối dễ chẩn đoán khi nó được trình bày cho bác sĩ ngay sau khi tiếp xúc với những thay đổi áp suất môi trường. Tuy nhiên, chấn thương khí áp xoang có thể khó chẩn đoán hơn nếu bệnh nhân không cung cấp tiền sử tiếp xúc với những thay đổi áp suất môi trường. Ví dụ, nếu một bệnh nhân có biểu hiện đau mặt và nghẹt mũi nhưng không đề cập đến việc gần đây họ đã lặn biển hoặc đi máy bay, bác sĩ có thể không coi chấn thương khí áp xoang là một chẩn đoán có thể xảy ra. Ngoài ra, nếu bác sĩ tập trung vào các nguyên nhân có thể khác gây ra các triệu chứng của bệnh nhân, chẳng hạn như dị ứng hoặc nhiễm trùng xoang, họ có thể bỏ qua khả năng chấn thương khí áp xoang.

### Phân cấp
Weissman xác định ba cấp độ chấn thương khí áp xoang theo triệu chứng học:
- Cấp độ I bao gồm các trường hợp khó chịu nhẹ ở xoang, thoáng qua mà không thấy thay đổi trên X-quang.
- Cấp độ II được biểu thị qua cơn đau dữ dội kéo dài đến 24 giờ, với sự hiện diện của niêm mạc dày trên X-quang.
- Bệnh nhân ở cấp độ III có cơn đau dữ dội kéo dài hơn 24 giờ và chụp X-quang cho thấy niêm mạc dày lên hoặc mờ đục một cách nghiêm trọng của vùng xoang bị ảnh hưởng; chảy máu cam hoặc viêm xoang sau đó có thể quan sát được.

## Điều trị
Trong những trường hợp nhẹ, chấn thương khí áp xoang có thể được điều trị tại chỗ bằng thuốc thông mũi và thuốc giảm đau. Tuy nhiên, trong những trường hợp nặng hoặc những trường hợp không đáp ứng với điều trị tại chỗ, phẫu thuật nội soi mũi xoang (FESS) có thể cần thiết. Phương pháp điều trị này đã cho thấy kết quả tốt ở những phi công bị chấn thương khí áp xoang tái phát. Phẫu thuật có sự hỗ trợ của máy tính (CAS) là một kỹ thuật mới hơn có thể được sử dụng để hỗ trợ lập kế hoạch và thực hiện FESS. CAS sử dụng máy tính để tạo ra mô hình ba chiều về hệ thống xoang của bệnh nhân. Nhìn chung, FESS và CAS là những phương pháp điều trị hiệu quả cho chấn thương khí áp xoang. Các phương thức này có thể giúp cải thiện việc hút nghẹt và thông khí cho xoang, đồng thời cũng có thể làm giảm nguy cơ biến chứng.

## Lịch sử
Viêm xoang khí áp đã được biết đến từ thời kỳ đầu phát triển của y học hàng không. Tuy nhiên, trong Thế chiến thứ hai, vấn đề này lần đầu tiên nhận được sự quan tâm nghiêm túc và sinh bệnh học của căn bệnh này được hiểu là do tiếp xúc với các chuyến bay ở độ cao lớn. Sự thay đổi độ cao nhanh chóng kèm theo những thay đổi về áp suất xung quanh khiến phi hành đoàn phải đối mặt với số đợt chấn thương khí áp xoang ngày càng tăng.